# Dina Boluarte
Dina Ercilia Boluarte Zegarra (Chalhuanca, Apurímac, 31 de mayo de 1962) es una abogada y política peruana. Desde el 7 de diciembre de 2022, ejerce como presidenta constitucional de la República del Perú.
Fue miembro (hasta su expulsión en enero de 2022) del partido político Perú Libre, del que fue electa primera vicepresidenta en las elecciones presidenciales de 2021, cargo que ocupó desde el 28 de julio de 2021 hasta el 7 de diciembre de 2022. También fue ministra de Desarrollo e Inclusión Social del Perú, entre julio de 2021 y noviembre de 2022.
Asumió la presidencia de Perú, por sucesión constitucional, tras ser aprobada la tercera moción de vacancia presidencial contra Pedro Castillo por parte del Congreso peruano, a consecuencia de un intento de autogolpe de Estado; convirtiéndose en la primera mujer en ocupar la presidencia del país en la historia del Perú.
Si bien la propia Boluarte se ha autodenominado «de izquierda progresista y moderada», su presidencia ha sido calificada de conservadora, debido al apoyo que recibe del ala derecha del congreso, en especial de Alianza para el Progreso (APP) de César Acuña. En el contexto de la crisis política iniciada en 2021, algunas fuentes atribuyeron a su presidencia la permisividad de la erosión democrática. En política exterior, el gobierno de Boluarte fortaleció las relaciones del Perú con la República Popular China, como parte de la cumbre APEC 2024.
Durante el inicio de su mandato, se desarrollaron protestas en su contra que desembocaron en la muerte de 49 personas y la criminalidad siguió aumentando, lo que motivó diversas críticas y manifestaciones, en especial del sector de transporte, contra su gobierno. Su presidencia impulsó medidas para la reactivación económica y el destrabamiento de obras aunque ha estado marcada por diversos escándalos, entre ellos el Caso Rolex (por presunto enriquecimiento ilícito), el Caso Waykis en las Sombras (que involucró a su hermano Nicanor por la presunta manipulación de designaciones políticas para el facilitamiento de la inscripción del partido Ciudadanos por el Perú) el Caso Cofre (por presunta colaboración en la huida de Vladimir Cerrón), el Caso Qali Warma (por el presunto favorecimiento, mientras era ministra, a la empresa Frigoinca) y el Caso Cirugía (por presunto abandono de funciones al someterse a una cirugía sin reportarlo). Además, acaecieron incidentes con Colombia con respecto a la frontera. Ante los escándalos, la presidenta Boluarte ha sido evasiva, se ha enfrentado con la prensa y ha acusado a los «poderes fácticos» de hacer activismo judicial y politizar la justicia mediante el lawfare para realizar un presunto golpe de Estado en su contra, a quienes ha llamado «caviares» en tono peyorativo. Ha sido considerada la presidenta más impopular del Perú en los últimos 40 años, llegando a alcanzar una aprobación de 3 %.

## Biografía
Nació el 31 de mayo de 1962, en la ciudad peruana de Chalhuanca, Apurímac. Sus padres son Nicanor Boluarte Román y Petronila Ercilia Zegarra Pimentel, siendo la menor de 14 hijos. Debido al lugar donde nació la mayoría de las personas hablan quechua, Boluarte aprendió a hablar con fluidez el quechua y el español.
Realizó sus estudios primarios y secundarios en la misma ciudad y en 2005 se graduó como abogada en la Universidad de San Martín de Porres, posteriormente realizó una maestría en Derecho Notarial y Registral, por la misma universidad.
Se casó con David Gómez Villasante, con quien tendría dos hijos: David (nacido en Sonora, México) y Daniel. Sin embargo, se divorciaría en el año 2010.

### Trayectoria
Trabajó de funcionaria en el Registro Nacional de Identificación y Estado Civil (Reniec) como abogada y jefa de una de sus oficinas, cargos que ocupó desde 2007. En agosto de 2021, pidió una licencia al Reniec para poder presentarse en las elecciones generales de ese año. Desde entonces trabajó «sin goce de haber».
Por siete años fue presidenta del Club Apurímac en Lima, hasta su renuncia en agosto de 2023.

## Vida política
Se postuló sin éxito a la alcaldía del distrito de Surquillo, en 2018, en representación del partido Perú Libertario. También participó en las elecciones parlamentarias extraordinarias de 2020 por Perú Libre. Aunque no obtuvo un escaño en el Congreso.

### Vicepresidenta del Perú

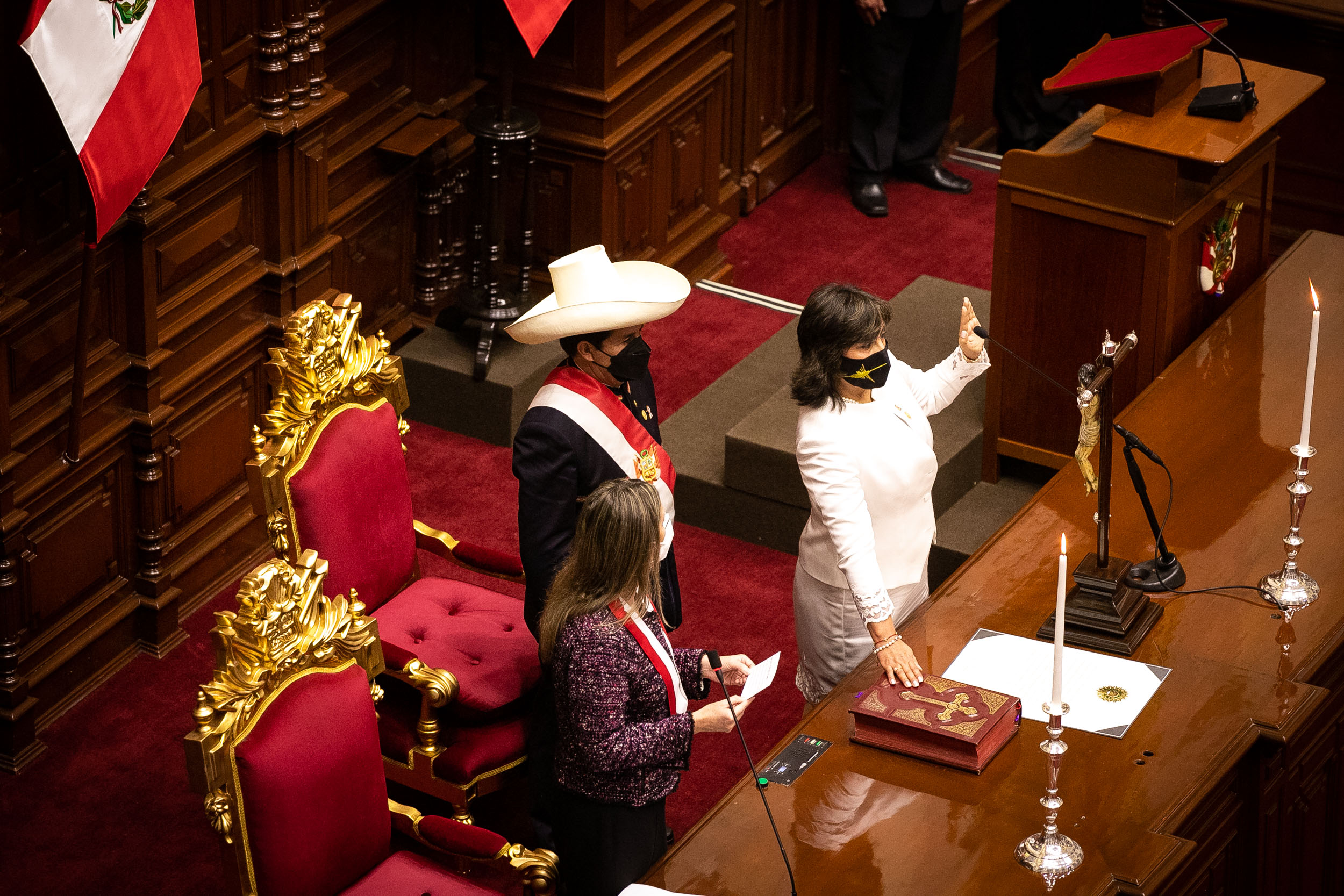
Boluarte jurando como vicepresidenta en julio de 2021

Fue candidata a la primera vicepresidencia durante las elecciones generales de 2021 por el partido Perú Libre, en la que la fórmula, encabezada por Pedro Castillo, ganó en la segunda vuelta. Asumió el cargo el 28 de julio del mismo año.

### Ministra de Estado
El 29 de julio de 2021, fue nombrada y posesionada por el presidente Pedro Castillo como ministra de Desarrollo e Inclusión Social del Perú. Mantuvo el cargo hasta el 25 de noviembre de 2022, cuando presentó su renuncia como ministra de Estado.
Previamente, el 23 de enero de 2022, durante una entrevista con La República, Boluarte afirmó que nunca abrazó la ideología del Perú Libre. Posteriormente, el secretario general del partido, Vladimir Cerrón, expulsó a Boluarte de Perú Libre y publicó un tuit: «Siempre leales, traidores nunca». Cerrón también afirmó que el comentario de Boluarte amenazaba la unidad del partido. En marzo de 2022, la ministra y vicepresidenta rechazó la sentencia de habeas corpus del Tribunal Constitucional que revivió el indulto a Alberto Fujimori y ordenaba su liberación, añadiendo que anhelaba "una justicia que no permita casos de impunidad, cuyas decisiones no sean parte de negociaciones políticas".
El 5 de diciembre de 2022, tras votar 13 a favor y 8 en contra, la Subcomisión de Acusaciones Constitucionales, desestimó y archivó el recurso de inconstitucionalidad contra Boluarte presentado por Norma Yarrow, alegando que operó un club privado mientras era ministra de Desarrollo. Los votos a favor fueron de Perú Libre, Acción Popular, Perú Democrático, Perú Bicentenario, Integridad y Desarrollo, Bloque Magisterial y Cambio Democrático. Boluarte había solicitado que la Corte IDH revisara el caso, antes de mostrar su desprecio hacia el organismo supranacional.

## Presidenta del Perú

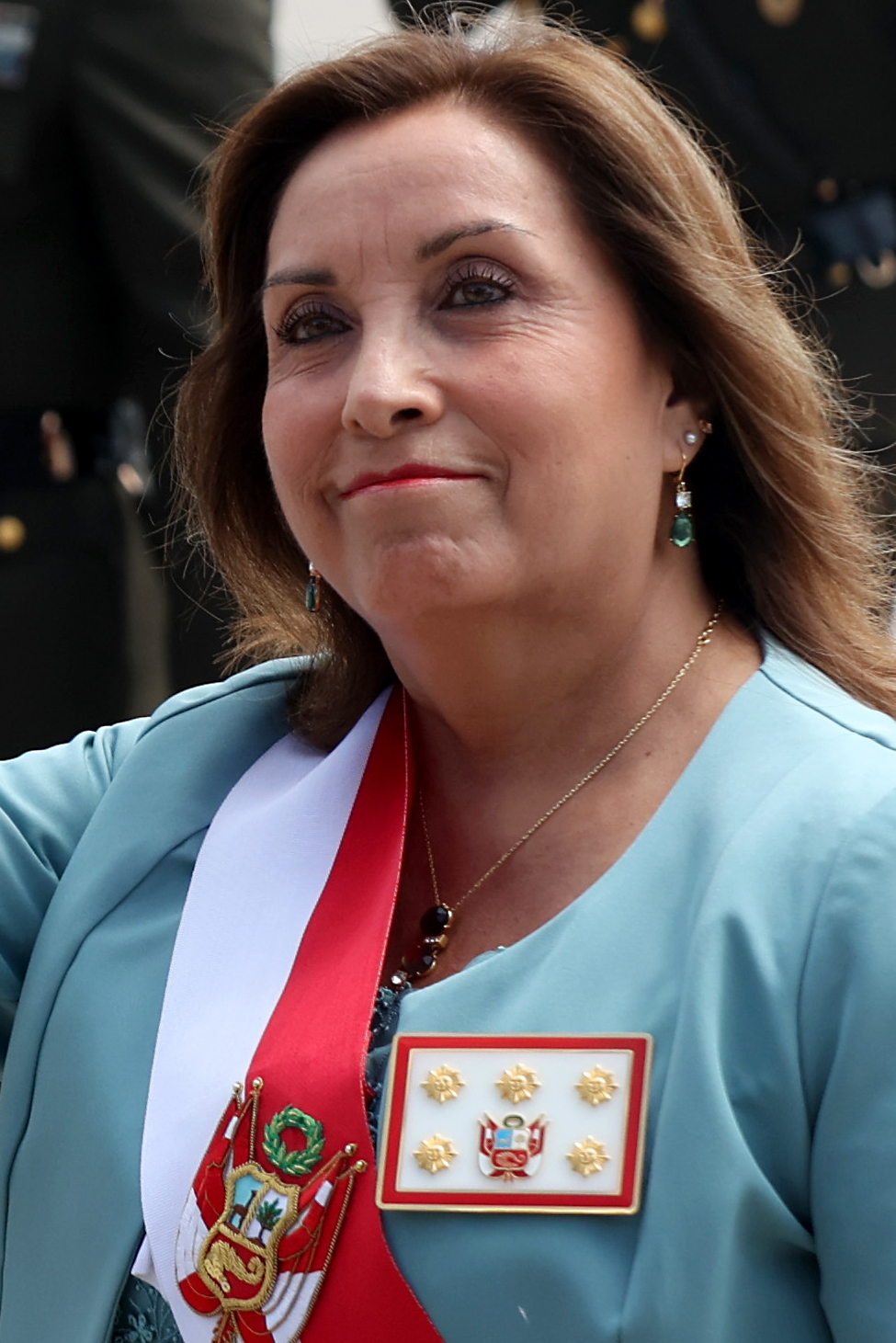
Boluarte con la banda y la placa presidencial en diciembre de 2023.

El 7 de diciembre de 2022, asumió la presidencia de la República del Perú por sucesión constitucional tras la vacancia presidencial de Pedro Castillo por el Congreso de la República a consecuencia del intento de autogolpe y posterior destitución del Congreso. Se convirtió en la primera mujer en ocupar la presidencia del país.
En su primer discurso ante el Congreso, denunció al presidente Castillo y declaró su voluntad de formar un Gobierno de unidad nacional para resolver la actual crisis política.
El 12 de diciembre, minutos después de la medianoche, Boluarte anunció que solicitaría al Congreso que las elecciones generales se adelanten para abril del 2024. En este mensaje a la nación, la presidenta expresó: «Invoco a todos los partidos y al pueblo peruano a participar en este proceso para que una ola de voluntad democrática nos guíe y oriente». En una entrevista con Willax Televisión, el 22 de diciembre, mencionó su distanciamiento con el partido político que postuló, Perú Libre.
El 29 de diciembre de 2022, la congresista Sigrid Bazán presentó una denuncia constitucional contra Dina Boluarte, el expresidente del Consejo de Ministros Pedro Angulo y los extitulares del Interior y de Defensa por «violencia de Estado», la misma que para aquella fecha había dejado 28 fallecidos y más de 600 heridos desde que estallaron las protestas contra la administración de Boluarte y el Congreso, según el último reporte de la Defensoría del Pueblo.

### Imagen pública
Durante su campaña para la vicepresidencia, Dina Boluarte proyectaba una imagen andina, austera y comprometida con la ética. Sin embargo, tras investidura como presidenta, se sometió a un cambio de imagen. Según Juan Carlos Portugal, abogado de la mandataria, esta prefirió no renunciar y «optó por ser lo contrario a sus opositores», en referencia a las protestas.  Luis Miguel Castilla compartió esta opinión y señaló que Boluarte tiene una imagen «bastante maleable y no tiene consistencia en su discurso». Ella adoptó un vestuario sobrio, en tonos uniformes y con ornamentos mesurados, que solía acompañar de accesorios de lujo.

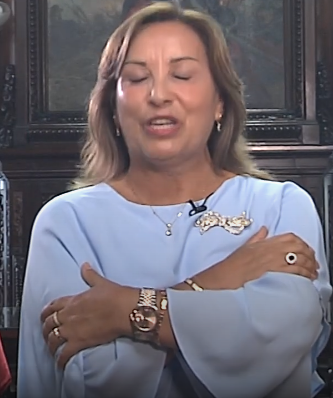
Mensaje presidencial desde su despacho oficial en diciembre de 2023, en que Dina Boluarte exhibe un reloj ostentoso de gran valor.

La mandataria contó con los índices de aprobación más bajos desde los años 1980, e incluso la revista The Intercept la catalogó como «la más impopular del mundo». Según una encuesta de Datum de 2023, la mandataria llegó a posicionarse como «el personaje negativo» del año con un 38 %, cifra superior a la de otros políticos como Pedro Castillo y Keiko Fujimori. La baja popularidad fue motivo de burlas, incluso del presentador estadounidense Stephen Colbert, quien lo comparó con las críticas a la película Madame Web. Entre los principales motivos de su baja popularidad, de acuerdo con Ipsos, están su respuesta a la delincuencia y el crimen organizado, y las medidas económicas. La mandataria optó por ignorar esas cifras y señaló que «no estamos trabajando para las encuestas», prefirió que Dios se disculpara con las «personas fuera de Lima» y se autoproclamó como «la mamá de todo el Perú».
Los opositores políticos apodaron a la mandataria como «Dina Balearte», en alusión a las masacres cometidas durante su gobierno, y como «La Descarada». Este apodo suele caricaturizarse con el característico traje amarillo que lució durante la investidura. Una versión de la caricatura fue ilustrada por Rosenthal Graphics en un póster con manchas de sangre que incluso compartió el batería estadounidense Shavo Odadjian para promocionar un concierto de la banda System of a Down.
Además de los abucheos hacia ella, en enero de 2024, la presidenta Boluarte fue víctima de un acto de agresión por parte de una familiar de una víctima de la represión policial. El hecho fue motivado por la falta de atención a la víctima y por una falla en la seguridad del Estado que permitió a la mujer, quien se presentó como representante de la Asociación de Víctimas y Heridos de Ayacucho, acercarse a la presidenta. El incidente involucró al jefe de la Casa Militar del despacho presidencial por responsabilidad funcional en la relajación de la seguridad de la mandataria. El resultado fue el reemplazo del jefe de la Dirección Nacional de Inteligencia y la renuncia de funcionarios cercanos a la agencia. Asimismo, el comandante general de la Policía Nacional del Perú, Jorge Angulo, fue dado de baja inmediatamente. En ese momento, la Casa Militar puso en marcha una estrategia para tomar la información confidencial de la residencia presidencial y evitar que los periodistas conocieran los movimientos de Boluarte.
Posteriormente, en 2024, el semanario Hildebrandt en sus Trece dio a conocer que Boluarte se había sometido a una serie de procedimientos quirúrgicos durante una ausencia de 12 días. Este hecho no se comunicó a los medios ni al Congreso, lo que provocó críticas por no delegar la representación del país en el presidente del Legislativo durante su ausencia. Se atribuyó a su cirujano de confianza, Mario Cabani, que también habría participado supuestamente en la elección de una nueva presidenta ejecutiva de EsSalud sin contar con la documentación correspondiente. En diciembre, la exjefa de prensa confirmó que el gabinete no realizó actividades oficiales durante más de una semana, mientras que los analistas Víctor García Belaúnde y Heber Campos señalaron que este había preferido desviar la atención hacia otro tema. Al año siguiente, se filtró el folio 617, un documento que confirmó las cuatro cirugías realizadas a Boluarte. El documento especificaba que se había realizado una rinoplastia convencional y parte del rejuvenecimiento de la piel de los surcos y mejillas.
En el ámbito militar, Boluarte se autodefinió como una «soldado» con «terquedad» para supuestamente defender lo que considera «nuestra patria» frente a las manifestaciones en su contra. Además, ha expresado su aprecio por la labor de las fuerzas armadas, que habría sido importante para mejorar su imagen en la APEC 2024, y ha recibido el respaldo de estas. Asimismo, pronunció un discurso en defensa del Ministerio del Interior, en el que declaró que en su gobierno «le estamos haciendo la guerra a los caviares». Fuentes recogidas por La República señalaron que los militares discutieron la posibilidad de tener una mayor participación en el gobierno de Boluarte. Hacia 2025, Boluarte estableció su «cuarto de guerra», donde realizaba declaraciones con militares para establecer una supuesta narrativa a su favor y contrarrestar las versiones de la prensa independiente.
Sobre los logros de la presidenta, en 2024, el diario El Comercio afirmó que Boluarte solo había registrado alrededor del 70 % de todo el año en actividades oficiales. Omar Awapara, secretario general de la Asociación Civil Transparencia, expresó que en el mensaje a la nación de 2024 se habían destacado «numerosos proyectos que no encajan dentro de una visión ni de un plan de trabajo» y añadió que esta falta de dirección reflejaba el vacío de liderazgo que había marcado la gestión de Boluarte desde el principio. Boluarte pidió a los candidatos presidenciales que no utilizaran las deficiencias del gobierno actual como estrategia electoral.

#### Estrategias comunicativas
En cuando a las estrategias comunicativas, el gobierno asignó 25 mil soles mensuales para contratar a un vocero, responsable de responder a las consultas de la prensa y brindar asesoría en materia de imagen. El portal El Foco señaló posteriormente que, en la primera mitad de 2024, el gobierno gastó más de un millón y medio de soles en asesoría. Además del gasto en asesores, Boluarte trató de conectar con los niños al realizar actividades relacionadas con sus juegos tradicionales por su día, al incluirlos en sus «baños de popularidad» y, posteriormente, al cantar canciones en vivo y dedicarles mensajes de amor.
En una ocasión, la máxima autoridad prometió llevar a dos niños campeones de marinera al foro APEC, pero no lo cumplió. En otra, durante el desfile militar de 2025, Boluarte recibió el apoyo de personas que llevaban portátiles con el mensaje «Dina corazón», principalmente invitados especiales y personas relacionadas con programas sociales del Estado, para contrarrestar las pifias de los ciudadanos.
Una de las actividades en las que Dina Boluarte participó durante varias horas consecutivas fue la lectura de un mensaje a la nación. En 2022, señaló en su discurso de investidura que «me comprometo ante el país a luchar por los nadies, los excluidos, los ajenos» y mostró «voluntad de resolver conflictos a través del diálogo», pero esta voluntad fue disminuyendo en los mensajes posteriores. En 2024, el mensaje por fiestas patrias constó de 79 páginas y duró casi cinco horas. La presidenta admitió que podría haberse extendido más tiempo. En 2025, Boluarte volvió a dirigirse a la nación de casi cuatro horas del que el portal El Búho destacó la ausencia de autocrítica, empatía humana y transparencia en la exposición de sus logros. El Comercio señaló que Boluarte omitió 15 de las 97 páginas del mensaje. El primer ministro, Eduardo Arana, justificó que el mensaje «tiene importancia filosófica, social, política, económica y esperanzadora». La politóloga Gabriela Vega afirmó que la mandataria «ha intentado reescribir la historia» en un discurso de «ficción».
En la mayoría de las situaciones, Boluarte no suele dar declaraciones a la prensa, como afirmaron Ojo Público, El Comercio e Infobae. En su lugar, Boluarte señaló que su mejor forma de comunicación es «con obras», que presenta en la televisión estatal. Muchas de sus presentaciones se basan en obras del sector privado o de gobiernos anteriores que permanecieron bloqueadas. Sin embargo, hubo una inauguración de un colegio en la que Boluarte no estuvo presente, después de que las madres de familia estuvieran a punto de tirar huevos. En las presentaciones rurales la acompañaron alcaldes, de los cuales 144 afirmaron que el Gobierno los había coaccionado.

### Manifestaciones contra el Gobierno
El despido y la detención de Pedro Castillo provocaron la movilización de un amplio movimiento de protesta de sindicatos, organizaciones civiles y sociales, organizaciones de pueblos indígenas y partidos de izquierda y extrema izquierda. Las reivindicaciones incluían la disolución del Congreso, la dimisión de Dina Boluarte, la organización de nuevas elecciones, la liberación de Pedro Castillo y la constitución de una asamblea constituyente.
Las movilizaciones afectaron especialmente a las zonas pobres del país, las mismas que habían votado masivamente a Pedro Castillo en 2021. El 14 de diciembre, se declaró el estado de emergencia en todo el país durante treinta días, lo que permitió desplegar al ejército contra los manifestantes. Al día siguiente de esta proclamación, la ciudad de Ayacucho, en el sur, fue escenario de una violenta represión que se saldó con el fusilamiento de ocho personas, que se sumaron a las siete asesinadas unos días antes en la región de Apurímac, también en el sur. A partir del 16 de diciembre, se declaró el toque de queda en quince provincias del país. Hasta el 17 de diciembre, al menos veinte personas habían muerto, la mayoría por disparos, a consecuencia de la represión policial y militar desde el inicio de las protestas. Amnistía Internacional ha pedido el «cese inmediato de la violencia estatal», mientras que los principales medios de comunicación peruanos, en su mayoría en manos del Grupo El Comercio —cuyo diario acapara el 80 % de los titulares impresos en el país—, tendían a ocultar la violencia en las zonas rurales y presentaban a los manifestantes como «terroristas y delincuentes». Transcurridos algunos meses, la presidenta Boluarte se dirigió a los habitantes de Apurímac para advertirles que los hechos de violencia habían sido motivados por una ideología.

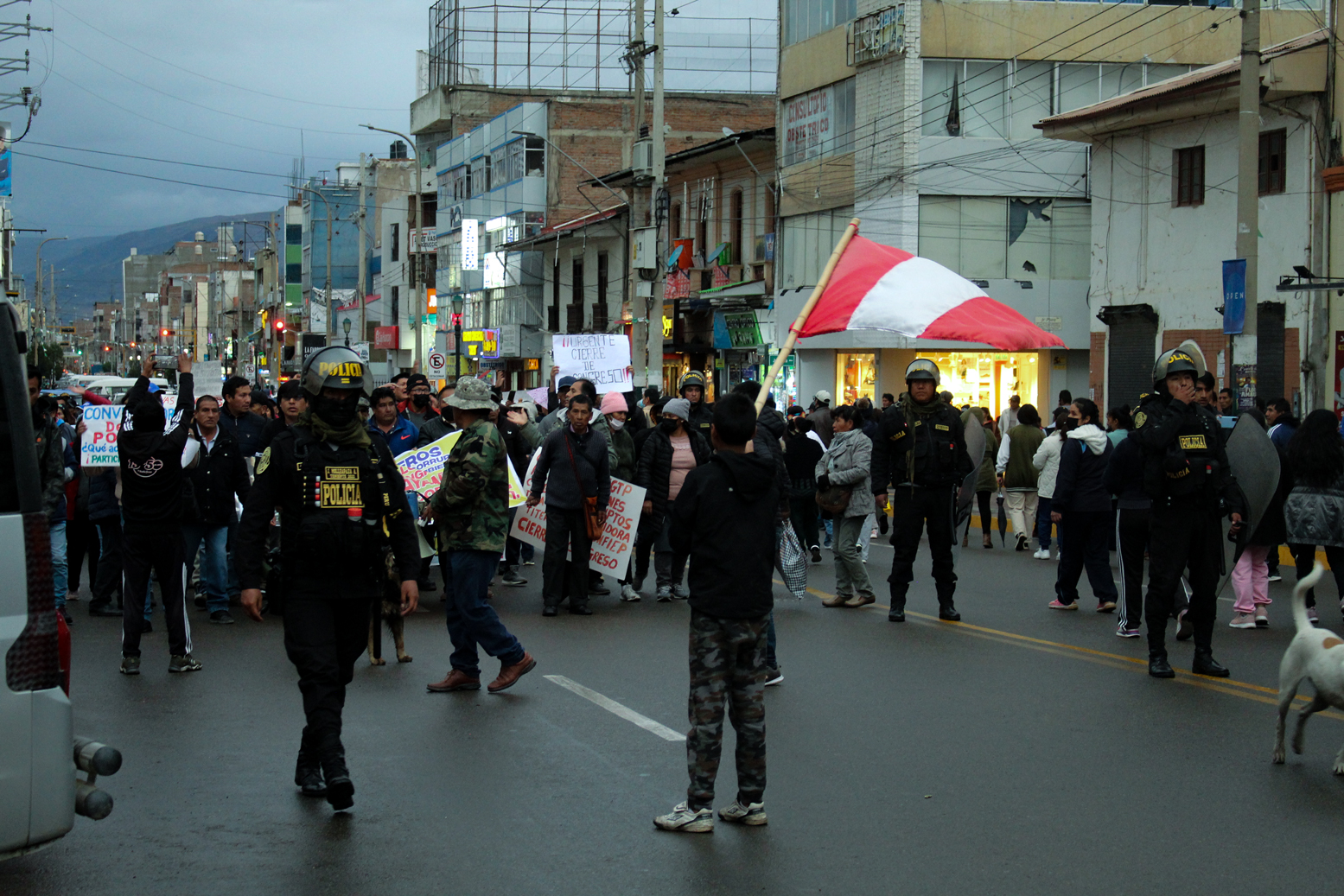
Fuerzas del orden en las manifestaciones.

El 9 de enero de 2023, 17 manifestantes murieron por disparos y 70 resultaron heridos en Juliaca, en el departamento de Puno. Las fuerzas gubernamentales abrieron fuego con fúsiles Kalashnikovs contra la multitud, mientras helicópteros sobrevolaban la zona y lanzaban botes de gas lacrimógeno. Tras la etiqueta de «masacre», el primer ministro Alberto Otárola calificó a los manifestantes de «hordas de delincuentes» y declaró que se tomarían medidas para contrarrestar la movilización social, que fue presentada como un intento de «golpe de Estado» que estaría «financiado por el narcotráfico» o por «intereses externos». Anunció un toque de queda de tres días en el departamento de Puno. Las manifestaciones antigubernamentales posteriores suelen utilizar el lema «Dina asesina», incluyendo una canción del mismo nombre.

### Crisis política
El 11 de diciembre, Dina Boluarte propuso adelantar las próximas elecciones a abril de 2024 y después, ante las crecientes protestas, a diciembre de 2023. Sin embargo, el 16 de diciembre, el Congreso se negó a adelantar las elecciones a la fecha propuesta. 
Según un sondeo, el 83 % de los peruanos desean elecciones anticipadas. Políticamente muy aislada, no cuenta con el apoyo de Perú Libre y, según un sondeo, el 70 % de los peruanos está en contra de que llegue a la presidencia. Sin embargo, puede contar con una alianza tácita con los partidos de derechas, aunque sean sus antiguos rivales. Su Gobierno está controlado por el Congreso, con una participación cada vez mayor de las fuerzas armadas y la policía.
Dos ministros dimitieron el 16 de diciembre: «No se puede justificar la muerte de compatriotas. La violencia del Estado no puede ser desproporcionada», escribió la ministra de Educación, Patricia Correa, en su carta de dimisión.
El 20 de diciembre, el Congreso aprobó un proyecto de ley con 93 votos a favor (de los 87 necesarios) para convocar elecciones en abril de 2024, en lugar de diciembre de 2023, como estaba previsto inicialmente. El proyecto de ley también previó que los mandatos del presidente y los parlamentarios finalicen en julio de 2024.
El 21 de diciembre, Dina Boluarte nombró a Alberto Otárola como presidente del Consejo de Ministros para suceder a Pedro Angulo.
En protesta por la represión cada vez más violenta, aunque la presidenta descartó de nuevo dimitir, otros tres miembros del Gobierno renunciaron en enero de 2023: el ministro de Trabajo, Eduardo García Birimisa, el ministro del Interior, Víctor Rojas Herrera, la ministra de la Mujer y Poblaciones Vulnerables, Grecia Rojas Ortiz, y la ministra de la Producción, Sandra Belaunde Arnillas.
El 31 de enero de 2023, Boluarte desactivó su cuenta de Twitter, ante las severas críticas que ha recibido por medio de dicha red social. Al mes siguiente, la congresista de oposición Susel Paredes denunció que la abogada optó por no renunciar ante el posible temor de ser sentenciada penalmente.
El 4 de abril de 2023, el Congreso rechazó la moción de vacancia presidencial por «permanente incapacidad moral» a Boluarte, siendo el pedido archivado, por no contar con los votos suficientes.
En marzo de 2024, la Fiscalía de la Nación, inició una investigación contra Boluarte por presunto enriquecimiento ilícito. Ese mismo mes, la Policía realizó un operativo en su domicilio de Surquillo, para incautar tres relojes de lujo de la marca Rolex.
En medio de la crisis política, la presidenta realizó seis cambios en su gabinete, incluido el ministro del Interior. Asimismo, otorgó una condecoración a Javier Arévalo, Presidente del Poder Judicial, cuya actuación se encuentra bajo investigación por las víctimas mortales de las protestas. Este acto fue criticado por la Junta Nacional de Justicia y la Asociación Civil Transparencia.

## Ideología política
En las elecciones generales peruanas de 2021, Dina Boluarte fue miembro de Perú Libre, una agrupación política de izquierda a extrema izquierda, del que fue expulsada luego que declarara que nunca había abrazado el ideario del partido.  Tras su expulsión, Boluarte declaró que ella era «de izquierda democrática no totalitaria». Después de la destitución del expresidente Pedro Castillo por un intento de golpe de Estado en 2022, asumió la Presidencia de Perú. Su gestión ha generado cuestionamientos dentro de su antiguo partido político debido a la percepción de un distanciamiento de las posturas originales de Perú Libre y el nombramiento de figuras de derecha en su gabinete.
Durante su mandato, Boluarte forjó alianzas parlamentarias con el sector conservador del Congreso de la República, siendo su mayor aliado el partido Alianza para el Progreso (APP). Figuras de la derecha, como Keiko Fujimori, y de la izquierda radical, como Vladimir Cerrón, respaldaron su mandato.  Tras un acuerdo partidario, Fuerza Popular acordó que el gobierno de Boluarte debía continuar hasta finalizar su mandato en el año 2026. A pesar de que el partido fujimorista aparentaba ser su adversario, algunos representantes vinculados al movimiento obtuvieron puestos en el gobierno. De igual forma, militantes de APP, quienes accedieron a diversos puestos estatales y lograron controlar la mayoría de prefecturas a nivel nacional. En 2024, se filtraron conversaciones atribuidas a Juan Santiváñez, en las que máximas figuras políticas como Keiko Fujimori y César Acuña habían pedido favores políticos. Asimismo, en ese año, se filtraron audios grabados en 2022 en los que Nicanor Boluarte, hermano de la presidenta, afirmaba que si esta no hubiera asumido la jefatura del Estado, el poder habría recaído en manos de la derecha.
Mientras tanto, la percepción de Perú Libre por ella ha evolucionado, considerándolos como promotores de ideologías de carácter anarco y radical. La oposición congresal a Boluarte la constituyen representantes que inicialmente respaldaron la gestión de Castillo. El entonces primer ministro de Boluarte, Gustavo Adrianzén, describió que su oposición corresponde a «aquellos grupos y bancadas políticas que no se han prestado a este ejercicio de hostilización política en contra de la presidenta Dina Boluarte».
Los analistas, según La República, informaron de que la inexperiencia política de Boluarte le ha llevado a pasar de una ideología de izquierdas en apoyo de los campesinos a una ideología de derechas, e inclusive cercana a la ultraderecha, que reprimía a sus anteriores partidarios. Americas Quarterly señaló que, después de que Boluarte fuera expulsada del partido Perú Libre, se alineó con el Congreso en busca de apoyo político en lugar de con los electores que la eligieron, creando un sentimiento de traición entre los votantes rurales e indígenas. Según el politólogo David Sulmont, Boluarte buscó ser expulsada del partido porque predijo que Castillo sería destituido y que ella podría asumir la presidencia. El politólogo Daniel Encinas describió a Boluarte como una «oportunista», señalando que, aunque fue elegida vicepresidenta bajo un gobierno de izquierdas, se alineó con figuras de derechas en el Congreso tras su acceso a la presidencia. El sociólogo Carlos Reyna, al hablar de la respuesta de Boluarte a las protestas, declaró: «Una persona que gestiona, encubre y apoya a las fuerzas armadas y policiales para que fusilen a civiles desarmados no puede decir que pertenece a una variante moderada..., Boluarte se parece... a las peores versiones de la extrema derecha». Daniel Sulmont afirmó que Boluarte se convirtió en un testaferro del Congreso, sirviendo al órgano legislativo de «escudo entre la población y el Congreso de la derecha» debido a que sacrificó su legitimidad política recurriendo a la represión.
Por su parte, la propia Boluarte se considera como «una mujer provinciana de izquierda, pero de esa izquierda progresista y moderada, que quiere el desarrollo de su país, que busca la igualdad y equidad con justicia social». Tras la recomposición de su primer gabinete liderado por Pedro Angulo el 22 de diciembre de 2022, Boluarte nombró como primer ministro a Alberto Otárola, quien es considerado de izquierda moderada y quien fuera uno de los más influyentes dentro del gobierno hasta su salida en marzo del 2024, siendo reemplazado por Gustavo Adrianzén, quien fuera ministro del gobierno de Ollanta Humala. Otra figura influyente dentro del gobierno es su hermano Nicanor, quien fuera también militante izquierdista.
A pesar de que el gobierno de Dina Boluarte cuenta con tales alianzas, instituciones como el Ministerio Público de Juan Carlos Villena intentaron desvincularse de este. Desde su punto de vista, Boluarte acusó a la institución (que lideró posteriormente Delia Espinoza) y a la prensa de promover un «golpe de Estado blando». Según el diario Correo, se registraron 47 ataques a la institución entre diciembre de 2022 y marzo de 2025.
Según Ojo Público, figuras políticas como César Acuña y José Luna Gálvez intentaron realizar una campaña en las redes sociales de Meta para desligarse de Dina Boluarte y así presentarse a las elecciones generales de 2026 sin sentir remordimiento.

## Controversias
Boluarte fue cuestionada cuando postuló a la Vicepresidencia cuando trabajó en el Reniec, infrigiendo el reglamento interno de trabajo. No obstante, especialistas cercanos al diario El Comercio señalaron que la Ley Orgánica de Elecciones no obligaba a dejar el cargo público excepto si fuera de alto cargo. En 2021, luego que el Reniec negara la licencia laboral por cinco años, la entonces vicepresidenta anunció que apelaría para permanecer el cargo luego del gobierno de Pedro Castillo. En 2022, la Subcomisión de Acusaciones Constitucionales archivó una denuncia constitucional sobre una posible irregularidad hacia ella. En 2023, Boluarte demandó al Registro Nacional de Identificación y Estado Civil por casi medio millón de soles sin la oposición de su actual gabinete.
En julio de 2023 el dominical Punto final informó que un libro publicado en 2004, llamado El reconocimiento de los Derechos Humanos y el Derecho Internacional Humanitario, habría obtenido contenido de otras fuentes sin permiso. En este libro, Boluarte fue coautora y más de la mitad del contenido no es un original según Turnitin. Este fue incluido en su hoja de vida de 2007 para postular al Reniec. La noticia fue compartida por El País de España y La Nación de Argentina.
La primera vicepresidenta del Congreso, Martha Moyano, criticó el silencio de la mandataria luego de publicar el informe de plagio. El silencio permaneció durante los primeros siete días sin justificar tal controversia al evitar contactarse con la prensa. En su lugar, el ministro Alberto Otárola la respaldó. En agosto de 2023 la ministra de Cultura Leslie Urteaga (quien consiguió retirar a personal de IRTP para impedir una mala imagen de la mandataria) retiró a la jefa de la Biblioteca Nacional del Perú, en plena colaboración de la Fiscalía, cuando la institución poseyó el único ejemplar disponible del libro controvertido. En octubre de ese año, Punto final reveló que el abogado de Boluarte solicitó la prescripción de la investigación. Finalmente, en enero de 2025, la Fiscalía confirmó que se había cometido el delito de plagio y, aunque encontró que el delito ya había prescrito y no ameritaba un proceso penal, ordenó retirar los ejemplares de la Biblioteca Nacional.
En noviembre de 2023, el Ministerio Público citó al hermano de Dina Boluarte, Nicanor, por el presunto delito de colusión cuando destinó a cinco obras públicas en el distrito de Nanchoc, Cajamarca. Según la exasistenta Maritza Sánchez para La República, Nicanor tuvo una postura relevante para su mandato por sus vínculos cercanos con autoridades. En respuesta, la presidenta Boluarte señaló mortificada que «el familiar al que mencionaron» no está afiliado al Estado, por lo que indicó que su hermano puede recibir «a quien se le pegue la gana». Desde entonces, acusó al dominical Cuarto poder por la emisión de reportajes que, según ella, «están programáticamente [difamando] sobre mi hermano». Cabe señalar que Nicanor continuó apareciendo en audios filtrados sobre nuevas contrataciones no calificadas y, según uno de los testigos cercanos a los hermanos Boluarte, el Instituto Peruano del Deporte había sido utilizado para realizar contrataciones irregulares.
En 2024, la Fiscalía General de la Nación ordenó una investigación adicional sobre los orígenes de la adquisición de relojes por parte de Dina Boluarte. Esta investigación se llevó a cabo a la luz de un análisis de sus declaraciones juradas, que reveló un aumento de 400 000 soles durante el período comprendido entre 2021 y 2023.  Posteriormente, un informe emitido por la Superintendencia de Banca y Seguros  identificó movimientos bancarios adicionales de origen indeterminado por un monto de un millón de soles. Al respecto, la presidenta Boluarte, aseguró en una entrevista con la prensa, que esos relojes fueron comprados fruto de su «trabajo desde los 18 años» y solicitó que «no entren en temas personales». Posteriormente, el Ministerio Público inició una investigación contra una funcionaria de la Contraloría que habría intentado archivar la investigación patrimonial de Boluarte.
En mayo de 2024, el medio digital Infobae informó que Dina Boluarte habría solicitado al Tribunal Constitucional demandar al Ministerio Público y al Poder Judicial para impedir la investigación durante su mandato en curso. El Centro de Promoción y Defensa de los Derechos Sexuales y Reproductivos exigió a la mandataria a rendir cuentas debido a que esta actividad no corresponde a un acoso político, que lo perciben algunos congresistas.
Al año siguiente, en abril de 2025, el defensor del pueblo Josué Gutiérrez solicitó al Tribunal Constitucional que el Congreso y no el Ministerio Público investigara a Boluarte, argumentando que, de acuerdo con el artículo 117 de la Constitución de 1993, no puede ser objeto de investigaciones fiscales mientras esté en funciones. Se supo que Gutiérrez había sido captado en la sede del TC en Arequipa comunicándose con Joseph Campos, quien se encargaría de intervenir en la audiencia en representación de la mandataria.

## Historial electoral
|  | 2,81 % |

|  | 2,06 % |

|  | 18,92 % |

|  | 50,13 % |

## Publicaciones
- El reconocimiento de los derechos humanos y el derecho internacional humanitario (2004). En coautoría con Efraín Anaya Cárdenas, Luis Gavancho Chávez, Marcial Quinto Gomero, Esther Chávez Serrano, Hugo Villar Mayta, Nancy Angeludis Tomassini y Carmen Rivera Tejada.[231]